# Promethea
Cet article possède des paronymes, voir Promethean, Prométhée, Promethee, Promethei, Promethes, Prometheus et Prométhium.
 (janvier 2013).
Si vous disposez d'ouvrages ou d'articles de référence ou si vous connaissez des sites web de qualité traitant du thème abordé ici, merci de compléter l'article en donnant les références utiles à sa vérifiabilité et en les liant à la section « Notes et références ».
Promethea est une héroïne de bande dessinée créée par Alan Moore et J.H. Williams III. Elle a fait l'objet d'une série en trente-deux épisodes publiée irrégulièrement de 1998 à 2005 par America's Best Comics/Wildstorm. Cette série fut l'occasion pour Alan Moore d'exprimer ses idées concernant l'art et la magie tout en mélangeant le thème du super-héros à des réflexions métaphysiques et des hallucinations mystiques.
Elle met en scène Promethea, un personnage fictionnel qui possède des pouvoirs magiques dans le "monde réel". Promethea offre également au lecteur une large gamme d'expérimentations en termes de styles visuels et de techniques narratives.

## Synopsis
En l'an 411 après Jésus-Christ, à Alexandrie en Égypte, un lettré mystique païen est lynché par un groupe de chrétiens fanatiques. Il parvient à sauver la vie de sa fille, Promethea, qui s'enfuit dans le désert. Elle y rencontre le dieu syncrétique de son père, Thoth-Hermès, qui lui explique qu'il est impuissant face au Dieu des chrétiens. Il lui propose alors de l'emmener avec lui dans Immateria, le royaume de l'imagination. Ainsi Promethea perd-elle sa forme physique : elle devient une histoire, un conte, et atteint ainsi l'immortalité. Lorsqu'une personne, dans le monde réel, découvre cette histoire et s'y investit suffisamment, Promethea peut s'incarner en elle et agir dans le monde.
En 1999, dans une New York futuriste et clinquante, la jeune Sophie Bangs prépare un travail scolaire sur le mythe de Promethea. Elle est loin de se douter du destin qui l'attend...

## Publications

### Version originale
Outre sa publication mensuelle, la série a fait l'objet en V.O. d'édition sous forme de recueils :
- Trade Paperback 1 : reprenant les numéros 1 à 6
- Trade Paperback 2 : reprenant les numéros 7 à 12
- Trade Paperback 3 : reprenant les numéros 13 à 18
- Trade Paperback 4 : reprenant les numéros 19 à 25
- Trade Paperback 5 : reprenant les numéros 26 à 32

### Version française
La version française a été traduite par Jérémy Manesse.

#### Première édition (2000 - 2010)
- Tome 1 (Semic, 2000) : épisodes #1-4
- Tome 2 (Semic, 2001) : épisodes #5-8 et America's Best Comics Giant
- Tome 3 (Semic, 2002) : épisodes #9-12
- Tome 4 (Panini Comics, 2007) : épisodes #13-18
- Tome 5 (Panini Comics, 2008) : épisodes #19-23
- Tome 6 (Panini Comics, 2008) : épisodes #24-28
- Tome 7 (Panini Comics, 2010) : épisodes #29-32

#### Édition intégrale (2020 - 2021)
- Tome 1 (Urban Comics, novembre 2020) : épisodes #1-12,  (ISBN 979-1-0268-1635-5)
- Tome 2 (Urban Comics, mars 2021) : épisodes #13-23,  (ISBN 979-1-0268-1721-5)
- Tome 3 (Urban Comics, octobre 2021) : épisodes #24-32,  (ISBN 979-1-0268-1984-4)

### Liens
- (en) Cet article est partiellement ou en totalité issu de l’article de Wikipédia en anglais intitulé « Promethea » (voir la liste des auteurs).
- (fr) Promethea sur Comics VF